# Aeroportul Dêqên Shangri-La
Aeroportul Dêqên Shangri-La (IATA: DIG, ICAO: ZPDQ) este un aeroport din Shangri-La, Prefectura autonomă tibetană Diqing, Yunnan, Republica Populară Chineză ce deservește zona Shangri-La. Aeroportul a fost tranzitat în 2022 de 168.794 de pasageri.
Situat la o altitudine de 3.280 m, aeroportul dispune de o singură pistă.